# Onel Hernández
Onel Lázaro Hernández Mayea (* 1. Februar 1993 in Morón) ist ein deutsch-kubanischer Fußballspieler, der beim englischen Verein Norwich City unter Vertrag steht.

## Leben
Im Alter von sechs Jahren zog Hernández, der bis dahin teils von seiner Großmutter auf Kuba großgezogen wurde, zusammen mit seiner älteren Schwester zu seiner Mutter, die zwei Jahre zuvor nach Deutschland in die Nähe von Gütersloh gezogen war. Über seinen deutschen Stiefvater, seinerzeit Trainer von Westfalia Neuenkirchen, kam er in Kontakt mit dem Fußball.
Hernández gelangte über die Vereine TuS Westfalia Neuenkirchen, FC Gütersloh 2000 und Rot Weiss Ahlen zur Saison 2007/08 in die Jugendabteilung von Arminia Bielefeld.
Sein Zweitligadebüt gab Hernández im Alter von 17 Jahren am 1. Oktober 2010 während des Ostwestfalen-Derbys gegen den SC Paderborn, bei dem er von Trainer Christian Ziege in der 79. Spielminute für Did'dy Guela eingewechselt wurde. Im selben Jahr spielte er für die Deutsche U-18 Fußballnationalmannschaft gegen die Ukraine. Es blieb sein einziger Einsatz für den DFB.
Im Jahr 2012 wechselte er zur zweiten Mannschaft von Werder Bremen.
Am 10. Januar 2014 wechselte Hernández in die zweite Mannschaft des VfL Wolfsburg.
Am 2. Juni 2016 wurde der Wechsel zu Eintracht Braunschweig bekannt gegeben. Seinen ersten Pflichtspieltreffer für Braunschweig erzielte er beim 2:1-Erfolg gegen den SV Sandhausen am 17. September 2016.
Im Januar 2018 wechselte Hernández nach England zum Zweitligisten Norwich City, der im Jahr zuvor Daniel Farke als Trainer verpflichtet hatte. In der EFL Saison 2018/19 feierte er mit Norwich die Zweitligameisterschaft und stieg in die Premier League (EPL) auf. Er war damit der erste Kubaner, der in der Premier League debütierte. Mit seinem Tor gegen Manchester United wurde er außerdem zum ersten Kubaner, der in der EPL ein Tor schoss. In der Premier League Saison 2019/20 stieg Hernández mit Norwich City wieder ab, im Folgejahr gelang als Ligameister die direkte Rückkehr in die oberste englische Spielklasse.
Ende August 2021 kehrte er jedoch in die zweite Liga zurück, indem er für die Saison 2021/22 an den FC Middlesbrough ausgeliehen wurde. Für sein neues Team bestritt er siebzehn Ligapartien in der EFL Championship 2021/22 und erzielte dabei einen Treffer, ehe die Ausleihe Mitte Januar 2022 vorzeitig beendet wurde und Norwich ihn stattdessen an den ebenfalls in der zweiten englischen Liga spielenden Verein Birmingham City auslieh.
Im November 2018 wurde Hernández zum ersten Mal zu der kubanische Fußballnationalmannschaft einberufen, durfte jedoch aufgrund politischer Regeln nicht spielen. Im März 2021 wurde Hernández zum zweiten Mal in den kubanischen Kader berufen.
Während seiner Zeit in England wurde Hernández Vater.